# Droopy: Master Detective
Droopy: Master Detective è una serie televisiva d'animazione prodotta dalla Hanna-Barbera Cartoons in associazione con Turner Entertainment, spin-off di Tom & Jerry Kids. È andata in onda nel blocco Fox Kids del sabato mattina della Fox per 13 episodi dall'11 settembre al 3 dicembre 1993, contemporaneamente all'ultima stagione della serie madre.

## Descrizione
Droopy: Master Detective è una parodia del cinema giallo, con Droopy e suo figlio Dripple nei panni di investigatori per le strade cattive di una grande città. Gli altri segmenti hanno come protagonista perlopiù Screwball Squirrel (nell'edizione italiana chiamato Scoiattolo Picchiatello), un'altra creazione di Tex Avery degli anni 1940. In questi nuovi cartoni animati, Picchiatello vive in un parco pubblico, rendendo la vita difficile al guardiano Dweeble e al suo stupido cane Rumpley. Appaiono saltuariamente anche altri due personaggi di Tom & Jerry Kids: Topo Selvaggio e Super Scoiattolo.

## Personaggi e doppiatori
| Personaggio             | Doppiatore originale | Doppiatore italiano |
| ----------------------- | -------------------- | ------------------- |
| Droppy                  | Don Messick          |                     |
| Dripple                 | Charlie Adler        |                     |
| Scoiattolo Picchiatello | Charlie Adler        |                     |
| Rumpley                 | William Callaway     |                     |
| Miss Vavoom             | Teresa Ganzel        | Silvana Fantini     |
| McWolf                  | Frank Welker         | Alarico Salaroli    |
| Dweeble                 | Frank Welker         |                     |

## Episodi
| nº | Titolo                                    | Prima TV USA      | Prima TV Italia |
| -- | ----------------------------------------- | ----------------- | --------------- |
| 1  | Droopy's Deep Sea Mystery                 | 11 settembre 1993 | 31 marzo 1997   |
| 1  | How Can We Miss You If You Won't Go Away? | 11 settembre 1993 | 31 marzo 1997   |
| 1  | Droopy and the Case of the Missing Drago  | 11 settembre 1993 | 31 marzo 1997   |
| 2  | The Babyman Bank Heists                   | 18 settembre 1993 | 1º aprile 1997  |
| 2  | Dweeble's Night Out                       | 18 settembre 1993 | 1º aprile 1997  |
| 2  | The Deep Space Chase                      | 18 settembre 1993 | 1º aprile 1997  |
| 3  | Round 'Em Up Bub                          | 25 settembre 1993 | 2 aprile 1997   |
| 3  | A Screwball Romance                       | 25 settembre 1993 | 2 aprile 1997   |
| 3  | The Case of the Snooty Star               | 25 settembre 1993 | 2 aprile 1997   |
| 4  | The Monster Mob                           | 2 ottobre 1993    | 3 aprile 1997   |
| 4  | Everybody Out                             | 2 ottobre 1993    | 3 aprile 1997   |
| 4  | Sherlock Droopy                           | 2 ottobre 1993    | 3 aprile 1997   |
| 5  | Queen of the Mutant Weirdo Vampires       | 9 ottobre 1993    | 4 aprile 1997   |
| 5  | Screwball Snowballs                       | 9 ottobre 1993    | 4 aprile 1997   |
| 5  | Shadowman and the Blue Pigeon             | 9 ottobre 1993    | 4 aprile 1997   |
| 6  | Dueling Detectives                        | 16 ottobre 1993   | 7 aprile 1997   |
| 6  | Squirrelicus Obnoxiousness                | 16 ottobre 1993   | 7 aprile 1997   |
| 6  | Sherlock Droopy Gets Hounded              | 16 ottobre 1993   | 7 aprile 1997   |
| 7  | Droopy and the Cyberdolts                 | 23 ottobre 1993   | 8 aprile 1997   |
| 7  | Pickax Max                                | 23 ottobre 1993   | 8 aprile 1997   |
| 7  | Hey! Where's Arnold?                      | 23 ottobre 1993   | 8 aprile 1997   |
| 8  | Auntie Snoople                            | 30 ottobre 1993   | 9 aprile 1997   |
| 8  | Demolition Disorder                       | 30 ottobre 1993   | 9 aprile 1997   |
| 8  | Mushu McWolf                              | 30 ottobre 1993   | 9 aprile 1997   |
| 9  | Return of the Yolker                      | 6 novembre 1993   | 10 aprile 1997  |
| 9  | A Chip Off the Old Blockhead              | 6 novembre 1993   | 10 aprile 1997  |
| 9  | Mighty McWolf                             | 6 novembre 1993   | 10 aprile 1997  |
| 10 | Sheep Thrills                             | 13 novembre 1993  | 11 aprile 1997  |
| 10 | Screwball Out West                        | 13 novembre 1993  | 11 aprile 1997  |
| 10 | The Maltese Fossil                        | 13 novembre 1993  | 11 aprile 1997  |
| 11 | Deep Swamp Droopy                         | 20 novembre 1993  | 14 aprile 1997  |
| 11 | Dog Breath Dweeble                        | 20 novembre 1993  | 14 aprile 1997  |
| 11 | Hogs Wild                                 | 20 novembre 1993  | 14 aprile 1997  |
| 12 | The Case of Pierre le Poulet              | 27 novembre 1993  | 15 aprile 1997  |
| 12 | Commotion on the Ocean                    | 27 novembre 1993  | 15 aprile 1997  |
| 12 | Alligator Droopy                          | 27 novembre 1993  | 15 aprile 1997  |
| 13 | Primeval Prey                             | 4 dicembre 1993   | 16 aprile 1997  |
| 13 | Dweeble's Worst Nightmare                 | 4 dicembre 1993   | 16 aprile 1997  |
| 13 | Battle of the Super Squirrels             | 4 dicembre 1993   | 16 aprile 1997  |